# Mieczysław Dowmunt
Mieczysław Dowmunt właśc. Mieczysław Junczys (ur. 6 grudnia 1880 w Warszawie, zm. 1 maja 1949 w Białymstoku) – polski aktor teatralny i filmowy, śpiewak oraz reżyser teatralny. 

## Życiorys
Ukończył szkołę techniczną. Do pracy scenicznej przygotowywał się pod kierunkiem Bolesława Ładnowskiego i Władysława Szymanowskiego. Debiutował w 1899 r. w warszawskim teatrzyku ogródkowym Wodewil. Następnie grał w wielu teatrach, m.in. w Łomży, Lublinie, Kaliszu, Łodzi, Warszawie, Wilnie, Krakowie, Białymstoku.
Podczas I wojny światowej występował w Charkowie, Rostowie, Nowoczerkasku.
Po powrocie do kraju występował początkowo w Warszawie: 1919–1921 w teatrzykach: Miraż, Qui Pro Quo i Czarny Kot, w sezonie 1921/22 w Teatrze Nowym. W latach 1922–1924 należał do zespołu Teatru Wielkiego w Wilnie jako śpiewak i reżyser.
W 1940–1941 występował w Teatrze Polskim w Grodnie i w Białymstoku, a w sezonie 1944/45 prowadził dział komedii muzycznej w Teatrze Lutnia w Wilnie. W 1945–1946 i 1947–1949 występował w Teatrze Miejskim w Białymstoku, w sezonie 1946/47 w Teatrze Objazdowym z siedzibą w Ełku.
Mąż aktorki Marii Dowmuntowej.

## Filmografia
- Uśmiech losu (1927)
- Czaty (1920)

## Ordery i odznaczenia
- Złoty Krzyż Zasługi (12 marca 1938)[1]
- Złoty Krzyż Zasługi (8 maja 1946)[2]